# 波蘭外交部
外交部（波蘭語：Ministerstwo Spraw Zagranicznych，MSZ）是波兰的一個政府部门，负责波兰與其他國家的关系并协调該國参与欧盟和联合国等国际和地区國際组织的事務。该部被认为是波兰最重要的部门之一，外交部长也是波兰政治中最有影响力的人物之一。这个职位通常留给经验丰富的职业政治家。1918年波蘭恢复独立后就設立了外交部。